# 金田英太郎
金田 英太郎（かねだ えいたろう、慶応元年3月15日（1865年4月10日） - 昭和24年（1949年）7月10日）は、東京都出身の教育者。妻、勢以子夫人。

## 生涯
徳川将軍の近侍金田日向守正心の長男として江戸本所に生まれる。
明治維新により旧領地の坂祝村に移住。1884年7月、岐阜県華陽学校師範学部を卒業。
岐阜県訓導に任ぜられ、養心学校に勤務。1886年11月9日、滝田簡易小学校に転勤し、以来、1度も転勤せずに富田小学校で妻の勢似子と村民の教育に一生を捧げた。
1906年11月、多年教育に尽粋せるを以て文部省より表彰される。
1907年3月には、教授訓練良好につき奨励金を授与、1909年3月には文部省より、優良小学校として表彰される。
学校教育ばかりでなく、富田村風俗改良会を結成し風紀を正し、夜学を開設し、全村教育に務めた。1921年4月定年退職し、1926年4月に富田村長に就任した。84歳で死去。

## 逸話
- 富田小学校は模範学校として全国的に有名になり、毎日学校参観者が絶えることがなかった。
- 洋服を着ることが珍しく、質素な身なりと士族らしい風格で教鞭をとった。
- 毎朝登校する時に先生は、既に竹箒を持って校門付近を掃除し、登校する生徒に1人1人朝の挨拶をし、下校の時は、必ず門まで生徒を送った。
- 村人は老いも若きも先生の教え子ばかりで慈父のように敬慕した。
- 村長のときも、堅実で進歩的な施策を実行、羽生野の耕地整理事業の大事業を振興した。
- 1949年、富田小学校に寿碑を建立した[3]。
- 坂祝町涼樹院に墓地。